# 楊師璠
杨师璠（?—?），五代十国后期武平军属下的将领。
宋太祖建隆三年（962年），武平军节度使周行逢病重，召亲信辅佐他十一岁的儿子周保权统领军务，并告诉周保权：“我出身贫贱，一同立功名的十个好友，除了张文表外都已被杀，张文表没有当上行军司马而心怀不满。我死之后他必会作乱，可命杨师璠讨伐他。如杨师璠不能胜，则闭城勿战，自归朝廷。”周行逢去世后，周保权继任。衡州刺史张文表不服，说：“周行逢与我起微贱而立功名，今日怎能北面事奉小儿！”举兵叛变，攻下潭州。周保权向北宋朝廷求援，派杨师璠讨伐张文表，哭着对将领们说：“先父可以能知人啊。今坟土未干，文表构逆，军府安危，在此一举，诸公勉之！”诸将感愤，杨师璠哭着对军士说：“你们看见公子了吗？未成人就如此贤德。”军士奋然，皆思自效。杨师璠至平津亭，张文表出战，被击败。乾德元年（963年）二月壬辰，杨师璠在朗陵市中将张文表枭首。宋太祖派遣慕容延钊讨张文表，未至，张文表被杨师璠所擒。慕容延钊兵入朗州，周保权举族至京师开封府归降。